# Чемпионат Европы по конькобежному спорту 1895
3-й чемпионат Европы по конькобежному спорту прошёл 26 — 27 января 1895 года в Будапеште (Австро-Венгрия). Чемпионат проводился на трёх дистанциях: 500, 1500 и 5000 м. Титул чемпиона присваивался конькобежцу, выигравшему две дистанции из трёх. В соревнованиях принимали участие только мужчины — 4 конькобежца из 3 стран. Абсолютным победителем чемпионата Европы стал Альфред Несс из Норвегии.

## Результаты чемпионата

#### Отдельные дистанции
| место | спортсмен        | страна   | время  |
| ----- | ---------------- | -------- | ------ |
| 1     | Альфред Несс     | Норвегия | 47,8   |
| 2     | Юлиус Сейлер     | Германия | 50,4   |
| 3     | Херманн Галлер   | Австрия  | 52,4   |
| 4     | Ладишлауш Климко | Венгрия  | 1.05,4 |

| место | спортсмен    | страна   | время |
| ----- | ------------ | -------- | ----- |
| 1     | Альфред Несс | Норвегия | 47,6  |
| 2     | Юлиус Сейлер | Германия | 51,0  |

| место | спортсмен      | страна   | время  |
| ----- | -------------- | -------- | ------ |
| 1     | Юлиус Сейлер   | Германия | 2.49,4 |
| 2     | Альфред Несс   | Норвегия | 2.49,8 |
| 3     | Херманн Галлер | Австрия  | 2.51,2 |

| место | спортсмен    | страна   | время  |
| ----- | ------------ | -------- | ------ |
| 1     | Альфред Несс | Норвегия | 3.15,2 |
| 2     | Юлиус Сейлер | Германия | 3.16,0 |

| место | спортсмен      | страна   | время   |
| ----- | -------------- | -------- | ------- |
| 1     | Альфред Несс   | Норвегия | 9.38,4  |
| 2     | Юлиус Сейлер   | Германия | 9.40,0  |
| 3     | Херманн Галлер | Австрия  | 10.07,4 |

## Ссылка
Сайт SkateResults.com, анг.